# アルヴァス・パウエル
アルヴァス・パウエル（Alvas Powell、1994年7月18日 - ）は、ジャマイカ・セント・トーマス教区出身のプロサッカー選手。サッカージャマイカ代表。FCシンシナティ所属。ポジションはDF。

## 経歴

### クラブ
ポートモア・ユナイテッドFCでプレーをはじめ、2012年1月にプロデビュー。
2013年、2014年12月までの契約でポートランド・ティンバーズにレンタル移籍。2015年シーズンよりポートランド・ティンバーズに完全移籍した。
2018年12月、25万ドルの金銭トレードでFCシンシナティに加入。
2019年11月、MLSエクスパンションドラフトでインテル・マイアミCFに指名された。
2021年1月27日、アル・ヒラル・オムドゥルマンに移籍した。
2021年6月10日、フィラデルフィア・ユニオンに1年契約で移籍した。

### 代表
2012年にフル代表デビュー。

## 人物
2015年にアメリカのグリーンカードを取得したため、MLSでは国内選手扱いとなっている。

## 代表歴
- U-17ジャマイカ代表
  - 2011 FIFA U-17ワールドカップ
- U-20ジャマイカ代表
  - CONCACAF U-20選手権2013
- ジャマイカ代表
  - カリビアンカップ2014
  - 2015 CONCACAFゴールドカップ
  - 2017 CONCACAFゴールドカップ

## タイトル

### 代表
- カリビアンカップ: 2014

### クラブ
ポートモア
- ジャマイカン・ナショナルプレミアリーグ: 2012

ポートランド
- MLSカップ: 2015[8]
- MLSウェスタン・カンファレンス (プレーオフ): 2015[9]

### 個人
- カリビアンカップ大会ベストイレブン: 2014